# FC Lorient
FC Lorient Bretagne Sud francuski je nogometni klub iz Lorienta koji se trenutačno natječe u Ligue 1.

## Povijest
FC Lorient je osnovan 2. travnja 1926. godine. Najveći uspjeh im je osvajanje Francuskog kupa 2001./02. te igranje u finalu Liga kupa iste sezone. Sezone 2005./06. završili su na trećem mjestu Ligue 2, te su time izborili povratak u Ligue 1. Svoje domaće utakmice igraju na stadionu Moustoir. Najpoznatiji igrači koji su igrali za Lorient su Jean-Claude Darcheville, Patrice Loko, Bakari Koné i Seydou Keita.

## Naslovi

### Domaći
- Ligue 2

- Prvak (2): 2019./20., 2024./25.

- Francuski kup

- Prvak (1): 2001./02.

- Francuski Liga kup

- Finalist (1): 2001./02.

- Francuski Superkup

- Finalist (1): 2002.

## Poznati bivši igrači
- Ali Bouafia
- Moussa Saïb
- Karim Ziani
- Jean-Claude Darcheville
- Christian Gourcuff
- Jocelyn Gourvennec
- Patrice Loko
- Pascal Feindouno
- Tchiressoua Guel
- Bakari Koné
- Seydou Keita

## Treneri
- Jean Snella 1946. – 1948.
- Marcel Lisiero 1948. – 1951.
- Robert Hennequin 1951. – 1952.
- Georges Girot 1952. – 1959.
- Antoine Cuissard 1959.
- Lucien Philipot 1960.
- Daniel Carpentier 1961. – 1967.
- Antoine Cuissard 1967. – 1969.
- Yves Boutet 1969.
- Émile Rummelhardt 1969. – 1971.
- André Mori 1971. – 1972.
- Jean Vincent 1972. – 1976.
- Louis Hon 1976. – 1978.
- Paul Le Bellec 1978. – 1979.
- Bernard Goueffic 1979. – 1981.
- Louis Legadec 1981. – 1982.
- Christian Gourcuff 1982. – 1986.
- Michel Le Calloch 1986. – 1988.
- Alain Thiboult 1988. – 1990.
- Patrick Le Pollotec 1990-1991.
- Christian Gourcuff 1991. – 2001.
- Angel Marcos 2001. – 2002.
- Yvon Pouliquen 2002. – 2003.
- Christian Gourcuff 2003. – 2014.
- Sylvain Ripoll 2014. – 2016.
- Bernard Casoni 2016. – 2017.
- Mickaël Landreau 2017. – 2019.
- Christophe Pélissier 2019. – 2022.
- Régis Le Bris 2022. – 2024.
- Olivier Pantaloni 2024. – danas

## Vanjske poveznice
- Službena web-stranica